# Портрет Карла Фёдоровича Багговута
«Портрет Карла Фёдоровича Багговута» — картина Джорджа Доу и его мастерской из Военной галереи Зимнего дворца.
Картина представляет собой погрудный портрет генерал-майора Карла Фёдоровича Багговута из состава Военной галереи Зимнего дворца.
Во время Отечественной войны 1812 года генерал-лейтенант Багговут был шефом 4-го егерского полка и командовал 2-м пехотным корпусом в 1-й Западной армии. Блестяще проявил себя в Бородинском сражении, где после смертельного ранения генерала Н. А. Тучкова принял на себя командование левым флангом русских войск. В Тарутинском бою возглавил атаку на французские позиции и был убит.
Изображён в генеральском мундире образца от 7 мая 1820 года — Багговут такой мундир носить не мог, поскольку погиб ещё в 1812 году, и носил мундир образца 1808 года с двумя рядами пуговиц. На шее кресты орденов св. Владимира 3-й степени, Св. Георгия 3-й степени, прусского Красного орла 1-го класса; справа на груди ошибочно показана звезда ордена Св. Александра Невского — этим орденом он был награждён после Бородинского сражения и до Тарутинского боя просто не успел его получить. Подпись на раме с ошибкой в фамилии: К. Ф. Фонъ-Боговутъ, Генер. Лейтенантъ.

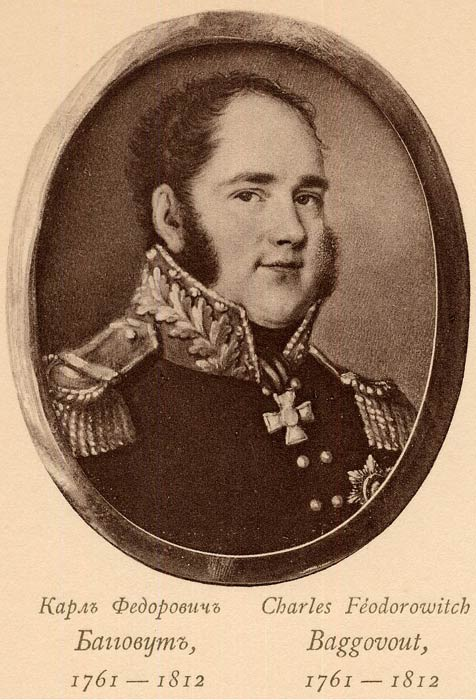
Неизвестный художник. Портрет К. Ф. Багговута. «Русские портреты XVIII и XIX столетий».

7 августа 1820 года Багговут был включён в список «генералов, заслуживающих быть написанными в галерею». Гонорар за готовую работу Доу получил уже 12 ноября 1820 года, однако сдал ее в Эрмитаж лишь 7 сентября 1825 года. Поскольку Багговут погиб в 1812 году, то существовал прототип галерейного портрета. Хранитель британской живописи в Эрмитаже Е. П. Ренне считает, что в качестве исходника мог послужить портрет Багговута работы французского художника О. Верне или рисунок Г.-Ж. де Сент-Обена, имеющийся в собрании Эрмитажа. Однако А. А. Подмазо утверждает, что прототипом послужил медальон-миниатюра неизвестного художника, опубликованный в издании «Русские портреты XVIII и XIX столетий», который в настоящее время находится в частном собрании. На миниатюре Багговут изображён в правильном мундире — образца 1808 года с двумя рядами пуговиц.
В 1840-е годы в мастерской И. П. Песоцкого с галерейного портрета была сделана литография, опубликованная в книге «Император Александр I и его сподвижники» и впоследствии неоднократно репродуцированная. В части тиража была напечатана литография мастерской П. Петита с рисунка В. Долле.